# Karungan
Karungan is een bestuurslaag in het regentschap Sragen van de provincie Midden-Java, Indonesië. Karungan telt 1942 inwoners (volkstelling 2010).